# Malthininae
Malthininae — подсемейство жуков из семейства мягкотелок.

## Классификация
- Триба Malchinini
  - Macrocerus
  - Malchinus Kiesenwetter, 1863
- Триба Malthinini
  - Malthinus Latreille, 1806
- Триба Malthodini
  - Malthodes Kiesenwetter, 1852